# Seznam osob pohřbených v bazilice Saint-Denis
Seznam osob pohřbených v bazilice Saint-Denis obsahuje osobnosti, jejichž ostatky byly umístěny do baziliky Saint-Denis. V bazilice jsou pohřbeni francouzští panovníci počínaje Dagobertem I. Seznam je řazen chronologicky.
Hroby Childeberta I. a Fredegundy v Saint-Denis pocházejí z kláštera Saint-Germain-des-Prés, kde byli původně pohřbeni v roce 558 a 597. Do baziliky byly rovněž přeneseny hrobky Chlodvíka I. a Leona VI., vládce Arménského království z dynastie Lusignanů. Tyto čtyři osoby zde však pohřbeny nejsou. Ludvík XVI. a jeho manželka Marie Antoinetta, kteří byli v roce 1793 původně pohřbeni na hřbitově Madelaine v Paříži, byli v roce 1815 přeneseni do baziliky.

## Merovejci
- Aregunda, manželka Chlothara I.
- Dagobert I.
- Nanthilda, manželka Dagoberta I.
- Chlodvík II.

## Karlovci

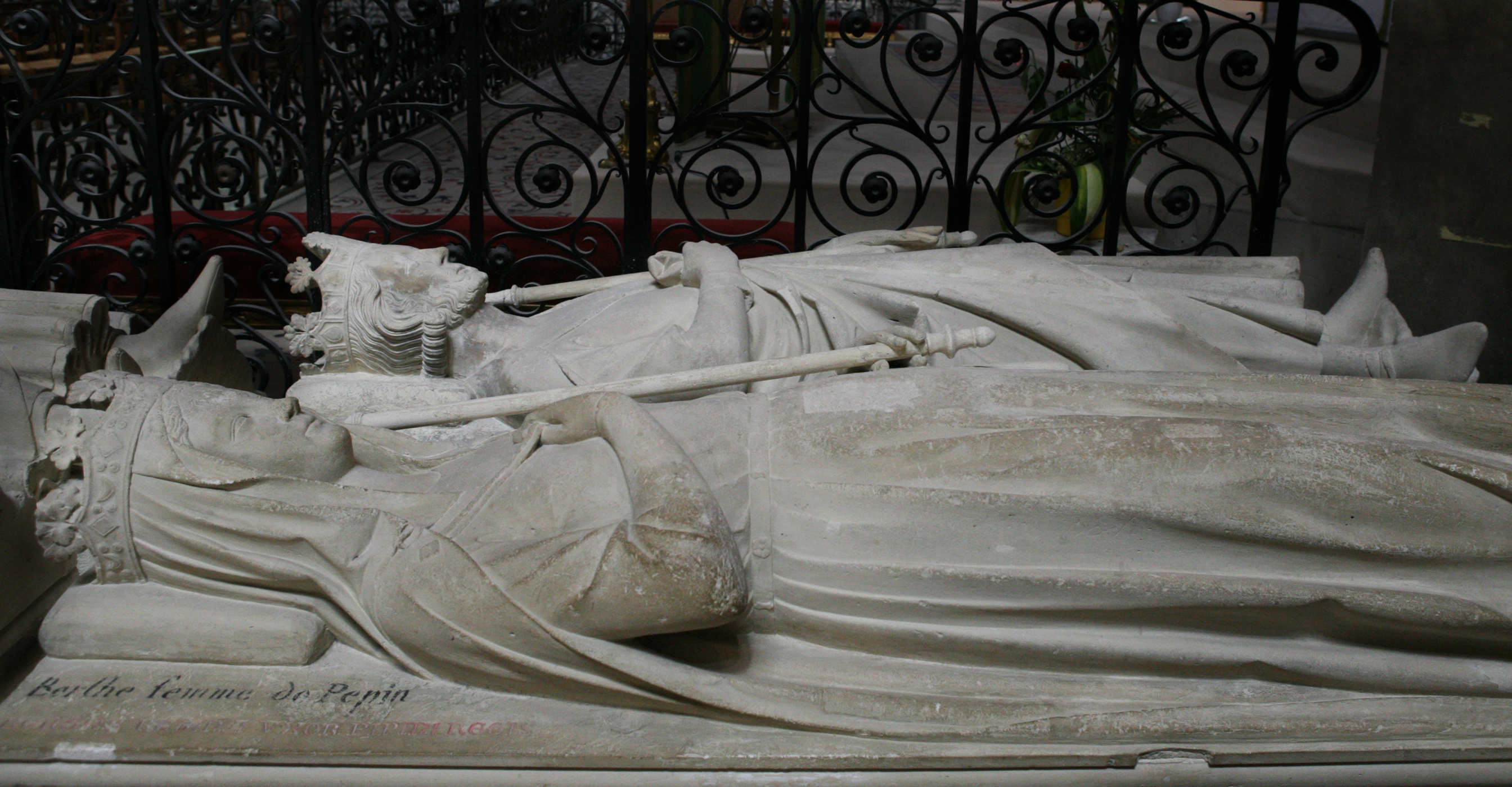
Pipin Krátký a Berthruda

- Karel Martel
- Bertrada
- Pipin III. Krátký
- Bertrada z Laonu
- Karel II. Holý
- Ludvík III.
- Karloman II.

## Robertovci
- Odo Pařížský
- Hugo Veliký

## Kapetovci
- Hugo Kapet
- Robert II.
- Ludvík VI.
- Konstancie Kastilská, manželka Ludvíka VII.
- Filip II. August (hrob zničen za stoleté války)
- Ludvík VIII. (hrob zničen za stoleté války)
- Blanka Kastilská, manželka Ludvíka VIII. (hrob zničen za stoleté války)
- Ludvík IX. (hrob zničen za stoleté války)
- Markéta Provensálská, manželka Ludvíka IX. (hrob zničen za stoleté války)
- Karel I. z Anjou, bratr Ludvíka IX.
- Filip Hurepel, bratr Ludvíka IX.
- Filip III.
- Isabela Aragonská, manželka Filipa III.
- Ludvík z Alenconu, syn Petra I. z Alenconu
- Filip z Alenconu, syn Petra I. z Alenconu
- Blanka Francouzská, dcera Ludvíka IX.
- Ludvík Francouzský, syn Ludvíka IX.

- Filip IV. Francouzský

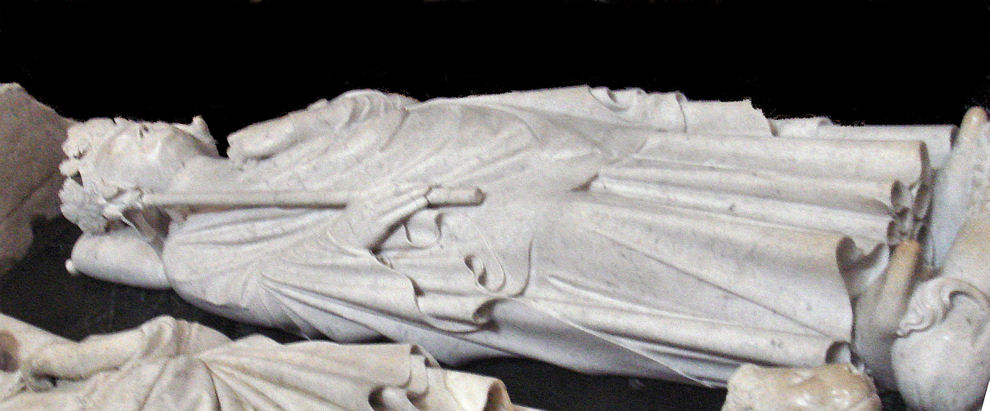
Filip IV. Francouzský

- Ludvík z Évreux, bratr Filipa IV. Sličného
- Markéta z Artois, manželka Ludvíka z Évreux
- Ludvík X.
- Klemencie Uherská, manželka Ludvíka X.
- Johana II. Navarrská, dcera Ludvíka X.
- Jan I.
- Filip V.
- Markéta Burgundská, dcera Filipa V.
- Karel IV. Francouzský
- Jana z Évreux, manželka Karla IV. Sličného

## Valois
- Karel I. z Valois
- Filip VI.
- Blanka Navarrská, manželka Filipa VI.
- Karel II. z Alenconu, bratr Filipa VI.
- Marie Španělská, druhá manželka Karla II. z Alenconu
- Johana Francouzská, dcera Filipa VI.

- Jan II.
- Karel V.

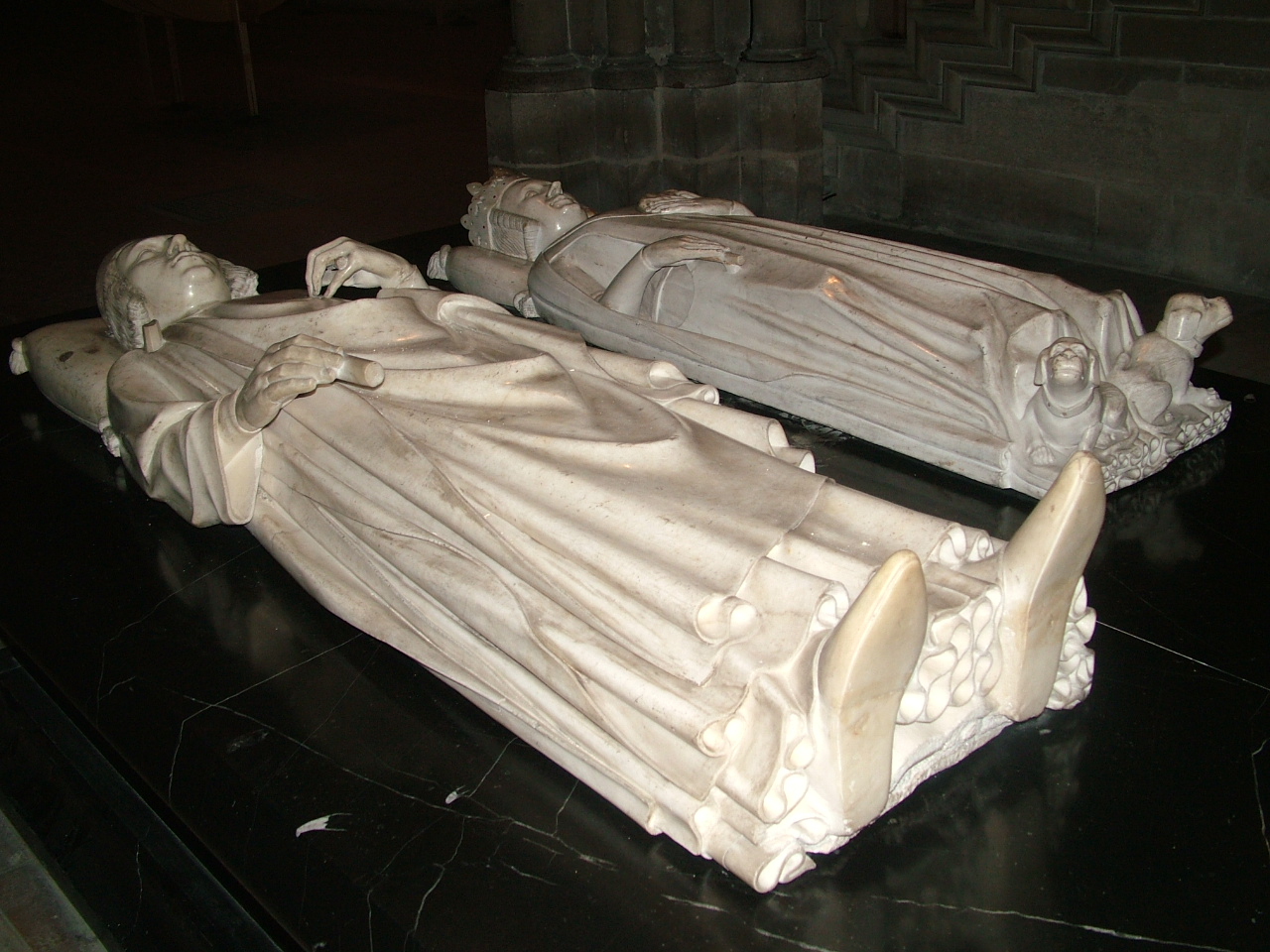
Karel V. a Johana Bourbonská

- Johana Bourbonská, manželka Karla V.
- Karel VI.
- Isabela Bavorská, manželka Karel VI.
- Karel VII.
- Marie z Anjou, manželka Karel VII.
- Karel VIII.

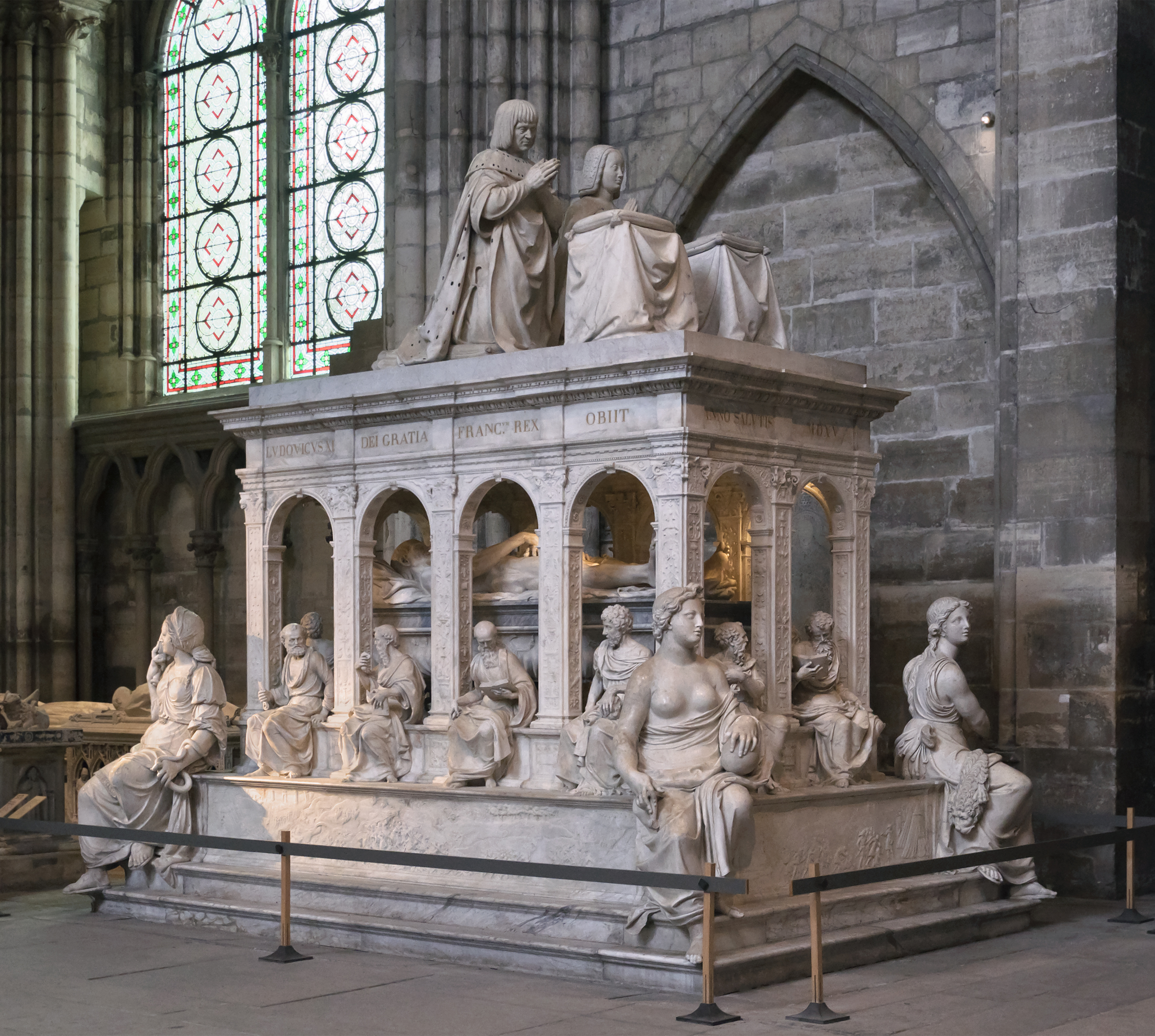
Ludvík XII. a Anna Bretaňská

- Anna Bretaňská, manželka Karel VIII. a druhá manželka Ludvíka XII.
- Ludvík XII.
- František I.
- Klaudie Francouzská, první manželka Františka I.
- Louisa Savojská, matka Františka I.
- Jindřich II.
- Kateřina Medicejská, manželka Jindřicha II.
- František II.
- Karel IX.
- Jindřich III.

## Bourboni
- Marie Bourbonská, dcera Petra I. Bourbonského, převorka v Poissy
- Jindřich IV.
- Markéta z Valois, první manželka Jindřicha IV.
- Marie Medicejská, druhá manželka Jindřicha IV.
- Gaston Orleánský, syn Jindřicha IV.
- Henrietta Marie Bourbonská, dcera Jindřicha IV. a manželka Karla I. Stuarta
- Ludvík XIII.
- Anna Rakouská, manželka Ludvíka XIII.
- Ludvík XIV.
- Marie Tereza Habsburská, manželka Ludvíka XIV.
- Filip II. Orleánský, synovec Ludvíka XVI.
- Ludvík XV.
- Marie Leszczyńská, manželka Ludvíka XV.
- Louisa Alžběta Francouzská, dcera Ludvíka XV.
- Marie Terezie Španělská, manželka Ludvíka Ferdinanda, syna Ludvíka XV.

- Ludvík XVI.

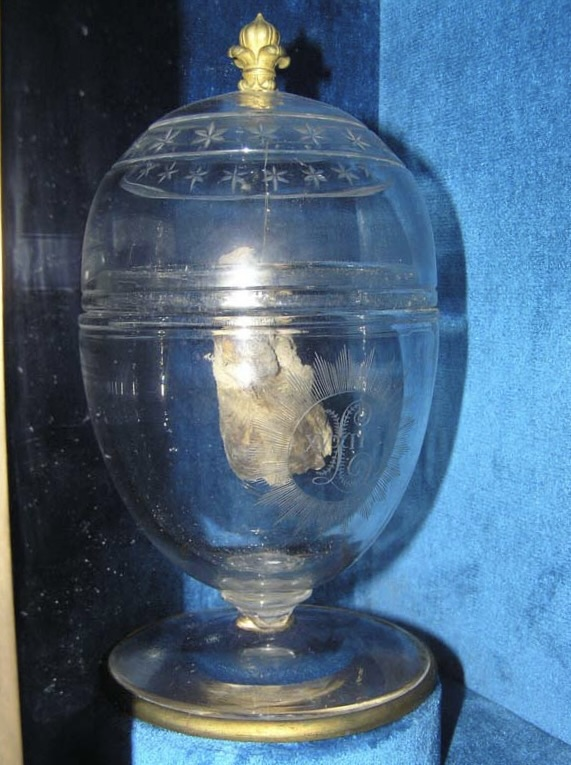
Srdce Ludvíka XVII.

- Marie Antoinetta, manželka Ludvíka XVI.
- Ludvík XVII.
- Ludvík XVIII.
- Karel Ferdinand z Artois, druhorozený syn Karla X.

## Úředníci francouzských panovníků
- Alphonse de Brienne, komoří Ludvíka IX.
- Bertrand du Guesclin, konetábl Karla V.
- Jehan Pastoret, prezident Pařížského parlamentu za Karla V., člen regentství za Karla VI.
- Louis de Sancerre, konetábl Karla VI.
- Guillaume de Chastel, komoří Karla VII.
- Arnault Guilhem de Barbazan, komoří Karla VII.
- Gaspard IV. de Coligny, maršál Francie
- Henri de la Tour d'Auvergne de Turenne, maršál Francie